# Бонанно, Джованна
Джованна Бонанно (итал. Giovanna Bonanno; ок. 1713, Палермо — 30 июля 1789) — итальянка, обвинённая в колдовстве, профессиональная отравительница, получившая прозвище «уксусная старуха» (итал. la vecchia dell'aceto).
О ранних годах жизни Джованны Бонанно сохранилось мало сведений. Предположительно Анна Панто, упомянутая в 1744 году как жена некоего Винченцо Бонанно, и она были одним и тем же лицом. В период правления вице-короля Сицилии Доменико Караччиоли (1781—1786) она попрошайничала в Палермо. На суде Бонанно призналась, что была отравительницей и продавала яд женщинам, которые хотели убить своих мужей. Типичной её клиенткой была женщина, имевшая любовника. Сначала она приобретала у Бонанно первую дозу, которая должна была вызвать у мужа боль в животе, затем вторую, после принятия которой жертва попадала в больницу. Третья доза добивала несчастного. При подобном походе врачи не могли установить причину смерти. В квартале Зиса в Палермо произошло несколько подозрительных случаев. Жена пекаря, дворянин, растративший состояние своей семьи и жена другого булочника, у которой по слухам был роман с садовником, — все они заболели.
Однажды Мария Питарра, подруга Бонанно, при доставке яда заказчику поняла, что жертвой должен был стать сын её подруги, и решила предупредить его мать. Та сама заказала яд, и когда Бонанно прибыла с ним, её арестовали. Суд начался в октябре 1788 года. Бонанно обвинили в колдовстве. Некоторые из аптекарей, продававших ей зелья, были вызваны для дачи показаний. Она была признана виновной и повешена 30 июля 1789 года.
Яд Бонанно был известен как «уксус» (итал. aceto) и представлял собой смесь белого вина, мышьяка и уксуса против вшей. Сама она своё зелье называла «тайным уксусным ликёром» (итал. arcane vinegar liquor). В то время распознать этот яд было невозможно.